# Sawai Madhopur
 Sawai Madhopur est le siège administratif du district District de Sawai Madhopur au Rajasthan, en Inde. C'est aussi un nœud  ferroviaire important dans une ville réputée pour ses commerces. Elle se situe sur le plateau des Vindhya, à environ 121 km au sud-est de Jaipur la capitale de l’État indien du Rajasthan.

## Géographie
C'est dans une zone, géologiquement complexe de la plaine indo-gangétique, du plateau du Dekkan que la ville a été implantée. Le sous-continent indien y est séparé géographiquement en Inde du Nord et Inde du Sud.

### Sur le  plan fluvial
- au nord de la ville coule la rivière Banas.
- à l'est de la ville, sur le versant opposé de la rivière Parbati, une réserve faunique, le sanctuaire faunique de Kuno a été développé en 1981 sur un territoire de 344 km2.

Cette réserve, aussi appelée, Palpur-Kuno Wildlife Sanctuary, a été agrandie par une « zone tampon » d'une superficie de 900 km2.

## Légende
D'après la légende, le rishi Agastya, Celui qui fait bouger les montagnes, força les Vindhya à s'agenouiller devant lui, lui laissant le passage vers l'Inde du sud où il inventa le tamoul et y propagea le brahmanisme.

## Histoire
Sawai Madhopur fut construit à la demande du Maharaja Madho Singh I de Jaipur (1751  –  1768). Les travaux débutèrent  le 19 janvier 1763. En 1936, le Maharaja Man Singh II (1912  –  1971) y fit bâtir une dépendance, en forme de croissant, située à 3 km du parc Ranthambore. Elle fut utilisée comme pavillon de chasse jusqu'à la date de son décès. 
L'Inde obtint son indépendance en 1947 ; le roi Man Singh II devient vassal du Dominion de l'Inde, et sa principauté fut supprimée en 1949, dès que l'État du Rajasthan fut proclamé. Il devient alors Rajpramukh du Rajasthan, jusqu'en 1956 en conservant tous ses titres, qui ne furent qu'abolis qu'après sa mort, en 1971. 
Sawai Madhopur Lodge a été, maintenant transformé en un hôtel de luxe, typiquement anglais, dans lequel la reine d'Angleterre Élisabeth II a séjourné en janvier 1961.

## Tourisme

### Parc national de Ranthambore

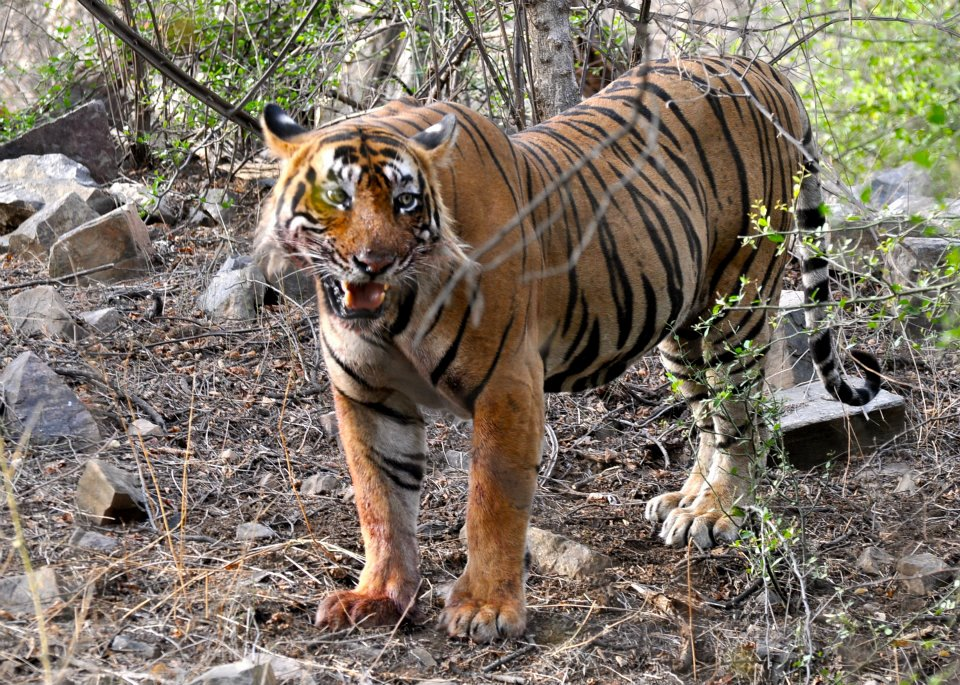
T24, le plus gros tigre du parc national de Ranthambore.

Le parc national de Ranthambore est l'un des plus grands parcs nationaux en Inde.

### Le Fort Ranthambore

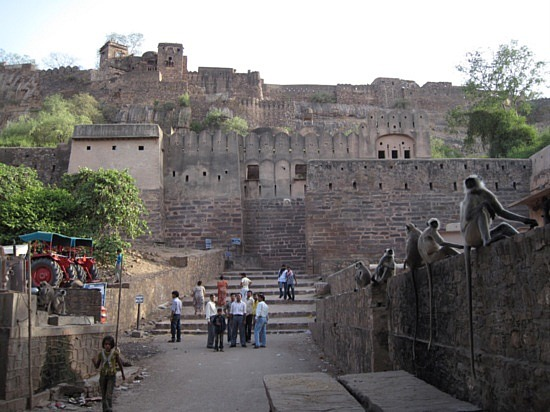
La porte Naulkha au fort de Ranthambore.

L'histoire de Sawai Madhopur est associée au fort de Ranthambore. La date de sa construction est inconnue. Le fort fournit une oasis dans une zone de terres arides. À l'époque médiévale, c'était une défense contre les forces telles que Delhi et Agra. En 1296 le roi Rao Hamir a tenu le fort. Les caractéristiques notables du fort incluent le Toran Dwar, le Mahadeo Chhatri, le Sameton Ki Haveli, le Chhatri de 32 piliers, la mosquée et le temple de Ganesh.

### Musée régional d'histoire naturelle Rajiv Gandhi

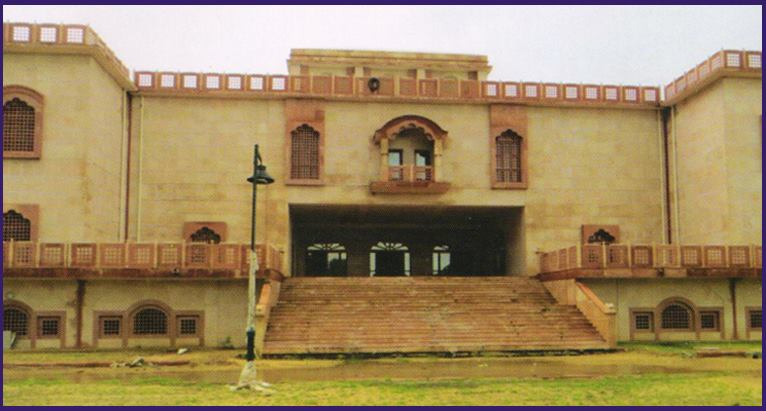
Musée régional d'histoire naturelle Rajiv Gandhi.

La cérémonie de pose de la première pierre eut lieu le 23 décembre 2007, par le Vice Président de l'Inde Mr Hamid Ansari. Le musée se concentre sur l'environnement de la région aride occidentale de l'Inde.

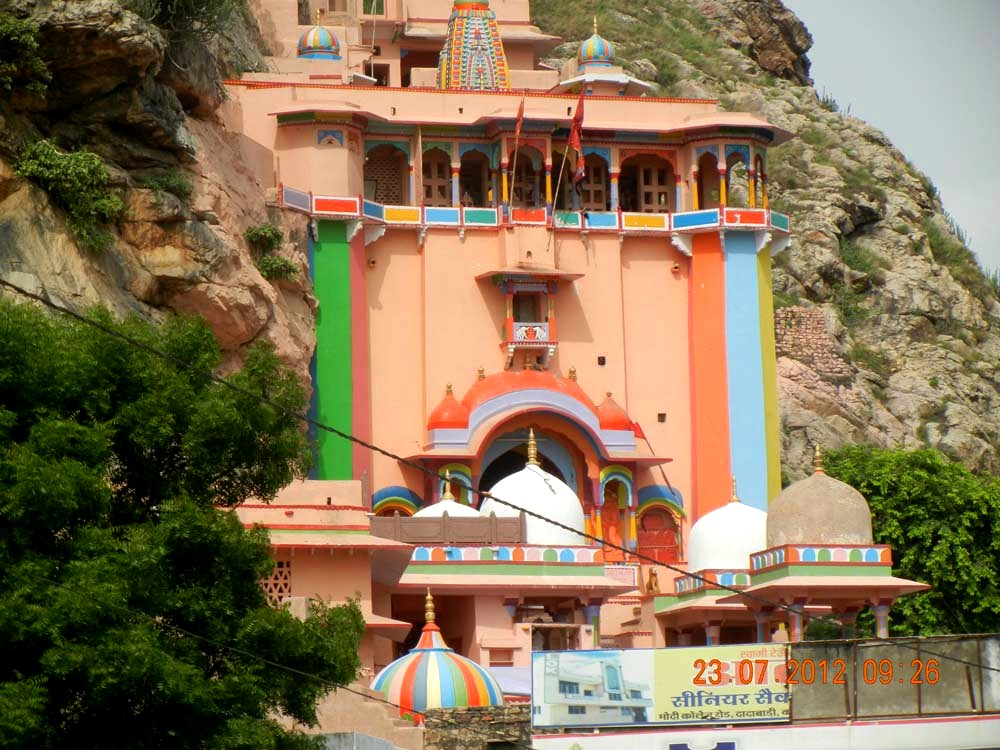
Kala-Gaura Temple

### Shilpgram
Shilpgram est le complexe artistique et artisanal de la ville. C'est un musée ethnographique vivant des cinq États fédéraux de l'ouest de l'Inde. Un accent particulier est mis sur les ateliers pour les enfants sur les arts, l'artisanat, le théâtre et la musique la musique.

### Galta mandir
Le temple de Galta est un temple historique situé dans la vieille ville.

## Foires et festivals

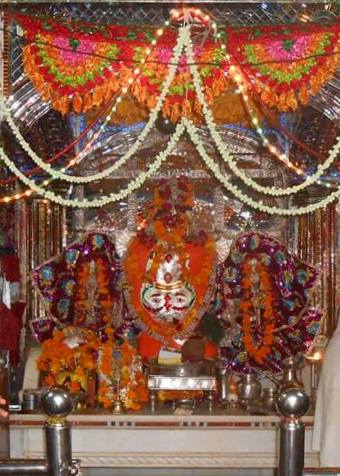
Ganesh Temple Ranthambore Fort

### Sawai Madhopur Utsav
Le Sawai Madhopur Utsav fête le 19 janvier la célébration annuelle de la fondation de la ville  par Maharaja Sawai Madho Singh I en 1763.

### Foire de Ganesh Chaturthi
La foire Ganesh Chaturthi est la plus grande des foires de Sawai Madhopur. Il est célébré pendant trois jours sur Bhadav Shukla Chaturthi au Temple de Ganesh au Fort de Ranthambhore.

### Dussera
Dussera est célébré à Sawai Madhopur pendant 10 jours au mois d'octobre.

### Chauth Mata Mela
La foire Chauth Mata Mela se tient au mois de janvier, au temple Chauth Mata à Chauth ka Barwara.

## Organisations et ONG
- Gramin Shiksha Kendra
- Dastkar Ranthambhore
- Princess Diya Kumari Foundation
- Prakritik Society

## Hôpitaux
- Government General Hospital
- Gangauri Hospital
- Dr Ram Singh Surgical Hospital
- Acharya Memorial Hospital
- Dr Neerja Batra's Gynae World
- Sanjeevani Hospital and Fertility Research
- Dr Pawan Eye Hospital and Research Centre
- Kilkari Hospital
- Jyoti Nursing Home
- Ranthambore Sevika Hospital
- Garg Hospital and Research Centre
- Jeevan Surgical Hospital and Nursing Home